# ناحیه انچور، شهرستان مک‌لین، ایلینوی
شهرستان انچور، بخش مک‌لین، ایلینواز (به انگلیسی: Anchor Township, McLean County, Illinois) یک منطقهٔ مسکونی در ایالات متحده آمریکا است که در ایلی‌نوی واقع شده‌است.

## خصوصیات
شهرستان انچور ۲۸۶ نفر جمعیت دارد.